# 18 Pułk Piechoty Liniowej (Francja)
18 Pułk Piechoty Liniowej Wielkiej Armii – jeden z francuskich pułków piechoty okresu wojen napoleońskich. Wchodził w skład Wielkiej Armii Cesarstwa Francuskiego.
W 1812 jednostka wchodziła w skład korpusu Neya, a  jego dowódcą był płk de Pelleport.
Przed bitwą pod Krasnem pułk liczył 6000 żołnierzy, zaś po niej ocalało jedynie 5 lub 6 oficerów i od 25 do 30 żołnierzy.